# Østerdalen
Østerdalen er et dalstrøg i Innlandet, som følger floden Glomma fra Røros til Elverum. Syd for Elverum kaldes dalen Glåmdal. De største sidedale er Rendalen, Folldal og Atndalen. Østerdalen er de fleste steder temmelig bred og regnes som Syd-Norges største dalstrøg.
Landskabet Østerdalen, af og til Østerdalene, omfatter også sidedalene og Kvikne, Engerdal og Trysil, som ikke har afløb til Glomma. Østerdalen er præget af rolige landskabsformer og afrundede fjelde. Dalen er for størstedelens vedkommende bevokset med fyrreskov. Typisk for Østerdalen er, at store dele af skovbunden er dækket af rensdyrlav.

## Nord- og Sør-Østerdal
Administrativt, geografisk og mentalt deler man som regel Østerdalen i Nord-Østerdal med Tynset som centrum og Syd-Østerdal med Elverum som centrum. 
Hvilke dele af dalen, der regnes til Nord- eller Syd-Østerdalen, kan imidlertid variere.

### Tingret
Nord-Østerdal tingret omfatter Os, Tolga, Tynset, Alvdal, Folldal, Rendalen, Engerdal, Stor-Elvdal.
Syd-Østerdal tingrett omfatter Trysil, Åmot, Elverum.

### Provsti
Nord-Østerdal provsti omfatter Os, Tolga, Tynset, Alvdal, Folldal, Rendalen.
Syd-Østerdal provsti omfatter Trysil, Åmot, Elverum, Engerdal, Stor-Elvdal.

## Norsk syndflod for 10.000 år siden
For omkring 10.000 år siden lå der en indsø nord i Østerdalen, dannet af smeltevand fra den sidste istid. Søen var ti gange større end Mjøsa og strakte sig fra nordsiden af Røros til sydsiden af Alvdal. Her blev den standset af isen. Ikke en gang Glomma trængte igennem, men måtte i stedet flyde mod nord og nøjes med et udløb i Trondheimsfjorden. En dag brast dæmningen, og vandmasser tilsvarende 70 Niagara-vandfalde pressede sig frem. I løbet af nogle dage blev uhyre mængder sten, grus, sand og ler skyllet mod syd, og ligger som et minde i Rendalen og helt ned til Romerike nord for Oslo.  På denne tid boede der mennesker i Østerdalen, men sandsynligvis blev de udslettet af flodbølgen. I dag genstår Jutulhogget efter katastrofen, som er den største flodbølge i Norge nogensinde. 